# Extraction d'uranium en Namibie

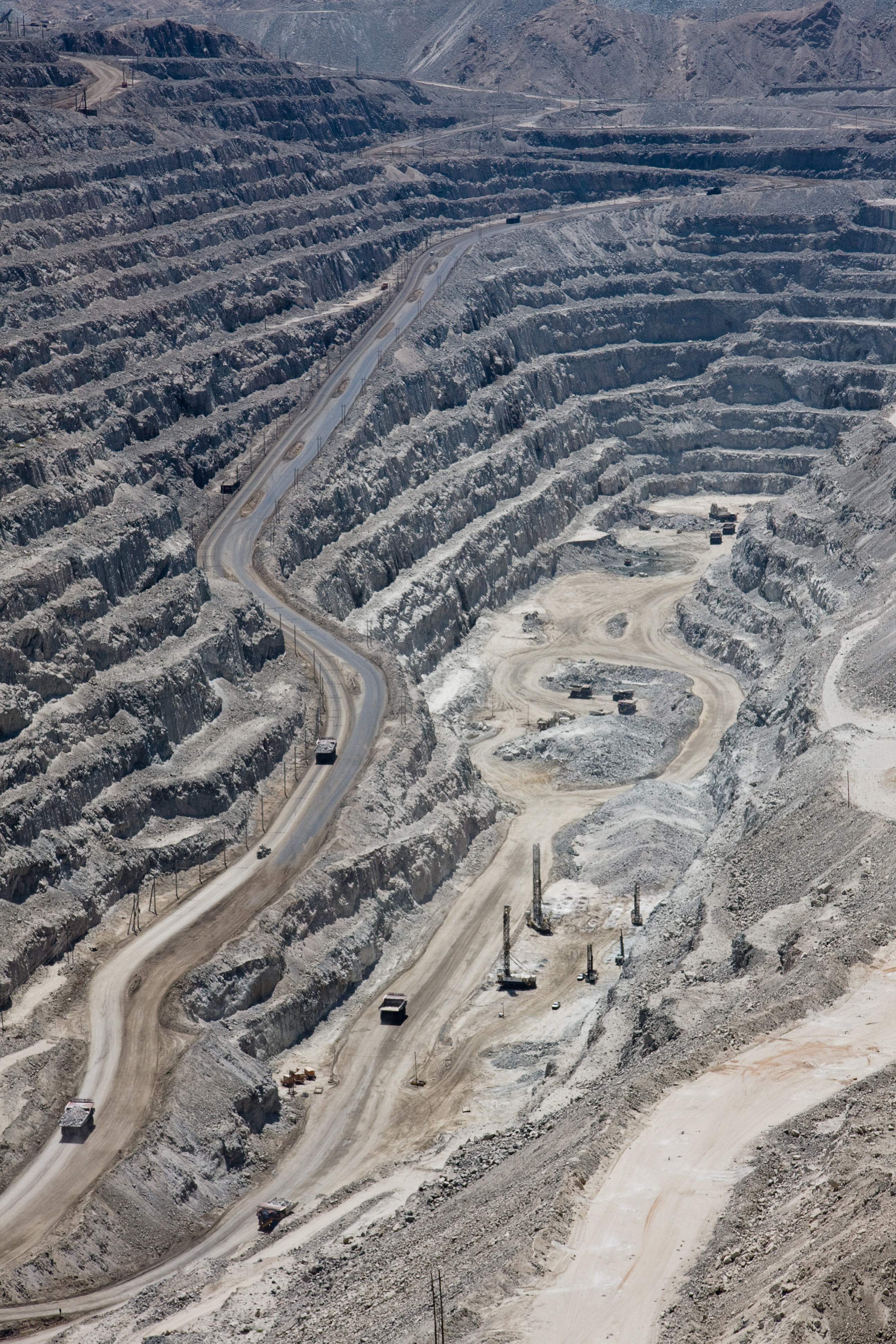
Mine d'uranium de Rössing, une mine à ciel ouvert près d'Arandis

L'extraction d'uranium en Namibie est d'une importance considérable pour l'économie nationale. En 2018, la Namibie a produit 10% de l'uranium dans le monde, ce qui l'a classé au 4e rang des producteurs, derrière le Kazakhstan, le Canada et l'Australie,.
L'uranium est l'une des six ressources minérales déclarées "stratégiques" par le gouvernement namibien. Depuis le lancement de Epangelo Mining en 2009, aucun nouveau permis d'exploration ne peut être accordé sans la participation de cette société minière gouvernementale.

## Historique
La minéralisation d'uranium est découverte pour la première fois dans les montagnes Rössing en Namibie, dans le désert du Namib en 1928 par le capitaine G.Peter Louw. Bien qu'il essaie de promouvoir la prospection de ce minerai, cela ne se produit pas avant trois décennies. À la fin des années 1950, la société Anglo America Corporation d'Afrique du Sud fore et effectue des explorations souterraines, mais en raison de valeurs d'uranium instables et de mauvaises perspectives économiques, la recherche est abandonnée. L'exploration uranifère redémarre dans le pays au cours de la décennie suivante, Rio Tinto obtenant les droits d'exploration pour le gisement de Rössing en 1966 et commençant la production en 1976.
L'Organisation des Nations unies tient des auditions spéciales sur "Le pillage de l'uranium namibien" en 1980. En 1999, l'Agence internationale de l'énergie atomique signale que la seule mine en activité dans le comté est la mine d'uranium de Rössing,, la plus grande mine d'uranium au monde. Cependant, il y a une résurgence de l'industrie depuis 2003, et en 2008, la production des mines d'uranium dans l'ensemble de l'Afrique augmente de 16% par rapport à l'année précédente. Depuis, des mines primaires sont ouvertes, notamment Valencia, Ida Dome et Goanikontes, ainsi que deux mines secondaires, Langer Heinrich (ouverte en 2006) et Trekkopje (ouverte en 2012).

## Mines et entreprises notables

### Rössing
La mine de Rössing contient le plus grand gisement d'uranium au monde associé avec une roche magmatique. Elle appartient à Rio Tinto, le plus grand groupe minier du monde, qui réalise des bénéfices annuels de plus de 1,4 milliard de dollars. Elle fournit du concentré orange d'uranium aux centrales électriques en France, au Royaume-Uni, aux États-Unis et au Japon.
La production de la mine à ciel ouvert commence en 1976. Rössing Uranium Ltd. traite environ 12 millions de tonnes de minerai en 2006 et produit 3617 tonnes d'oxyde d'uranium (U3O8). En 2009, elle traite 12,6 millions de tonnes de minerai d'uranium et produit 4150 tonnes d'oxyde d'uranium contre 4067 tonnes dans le année précédente.

### Langer Heinrich

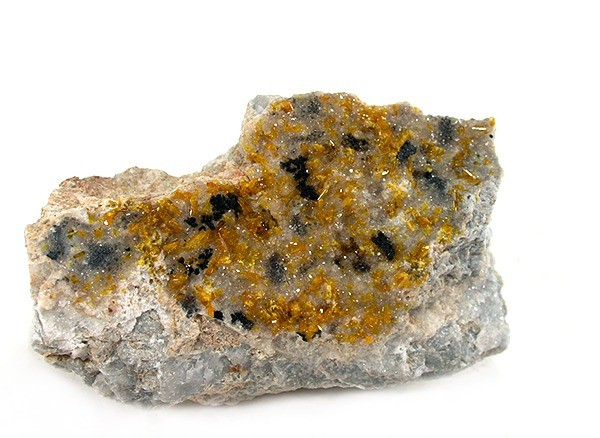
Fragment de la région d'Erongo

Lors de son ouverture en 2006, la mine Langer Heinrich est la première mine d'uranium conventionnelle à être ouverte dans le monde depuis deux décennies,. Langer Heinrich est désormais considéré comme ayant le plus grand potentiel du pays, et voit une augmentation de 59% de sa production entre 2008 et 2009, celle ci passant de 771 tonnes à 1225 tonnes d'oxyde d'uranium.

### Husab
Swakop Uranium exploite la mine Husab qui devrait être la deuxième plus grande mine d'uranium au monde. Un autre gisement, la mine Ida Dome, fait partie de ce projet.

### Trekkopje
La multinationale Areva a développé la mine de Trekkopje, mais a décidé de mettre le projet en veille,. Elle est située à 70 kilomètres de Swakopmund. En 2009, on estimait que les opérations produiraient environ 100 000 tonnes métriques par jour de minerai et environ 3 000 tonnes par an de yellowcake. L'entreprise a construit pour le fonctionnement du site une usine de dessalement,.

### Norasa
La société canadienne Forsys Metals Corporation (en) exploite les gisements d'uranium de Valence et de Namibplaas, à 40 km au nord de la mine de Langer Heinrich. La société a obtenu un permis d'exploitation minière de 25 ans en 2008 et, en 2009, a annoncé l'achèvement d'une étude indépendante des ressources minérales pour Valence. Les ressources mesurées et indiquées ont été estimées à 32 000 tonnes d'U3O3- et à 5 000 tonnes d'U303 +. La mine devrait produire de 2016 à environ 2027.

### Etango
Bannerman Resources Ltd. détient une participation de 80% dans le projet de la mine d'Etango, qui est située au sud-ouest de la mine Rossing, à environ 41 kilomètres à l'est de Swakopmund. En 2011, la mine d'Etango est considérée comme possédant les plus grandes ressources d'uranium inexploitées au monde.
La société commence sa production en 2015, et estime pouvoir exploiter le site durant au moins 16 ans.

## Impact environnemental
L'impact environnemental de l'extraction d'uranium en Namibie soulève des inquiétudes parmi les écologistes, d'autant plus que de nombreuses activités minières sont menées dans le parc national de Namib-Naukluft. Les barrages de résidus hautement acides trouvés dans les mines d'uranium de Namibie sont un problème environnemental. Les activités de surveillance comprennent: la qualité de l'air, de l'eau et de la poussière; la biodiversité; la surveillance médicale; les risques professionnels et la radioprotection.